# Jilem (district de Jindřichův Hradec)
Pour les articles homonymes, voir Jilem.
Jilem (en allemand : Jelmo) est une commune du district de Jindřichův Hradec, dans la région de Bohême-du-Sud, en République tchèque. Sa population s'élevait à 127 habitants en 2020.

## Géographie
Jilem se trouve à 14 km à l'ouest de Telč, à 20 km à l'est-nord-est de Jindřichův Hradec, à 62 km à l'est-nord-est de České Budějovice et à 117 km au sud-sud-est de Prague.
La commune est limitée par Zahrádky au nord, par Studená à l'est, par Horní Němčice au sud et par Horní Meziříčko à l'ouest.

## Histoire
La première mention écrite du village date de 1358.